# Madison Parish
Madison Parish is een parish in de Amerikaanse staat Louisiana.
De parish heeft een landoppervlakte van 1.616 km² en telt 13.728 inwoners (volkstelling 2000). De hoofdplaats is Tallulah.

## Bevolkingsontwikkeling

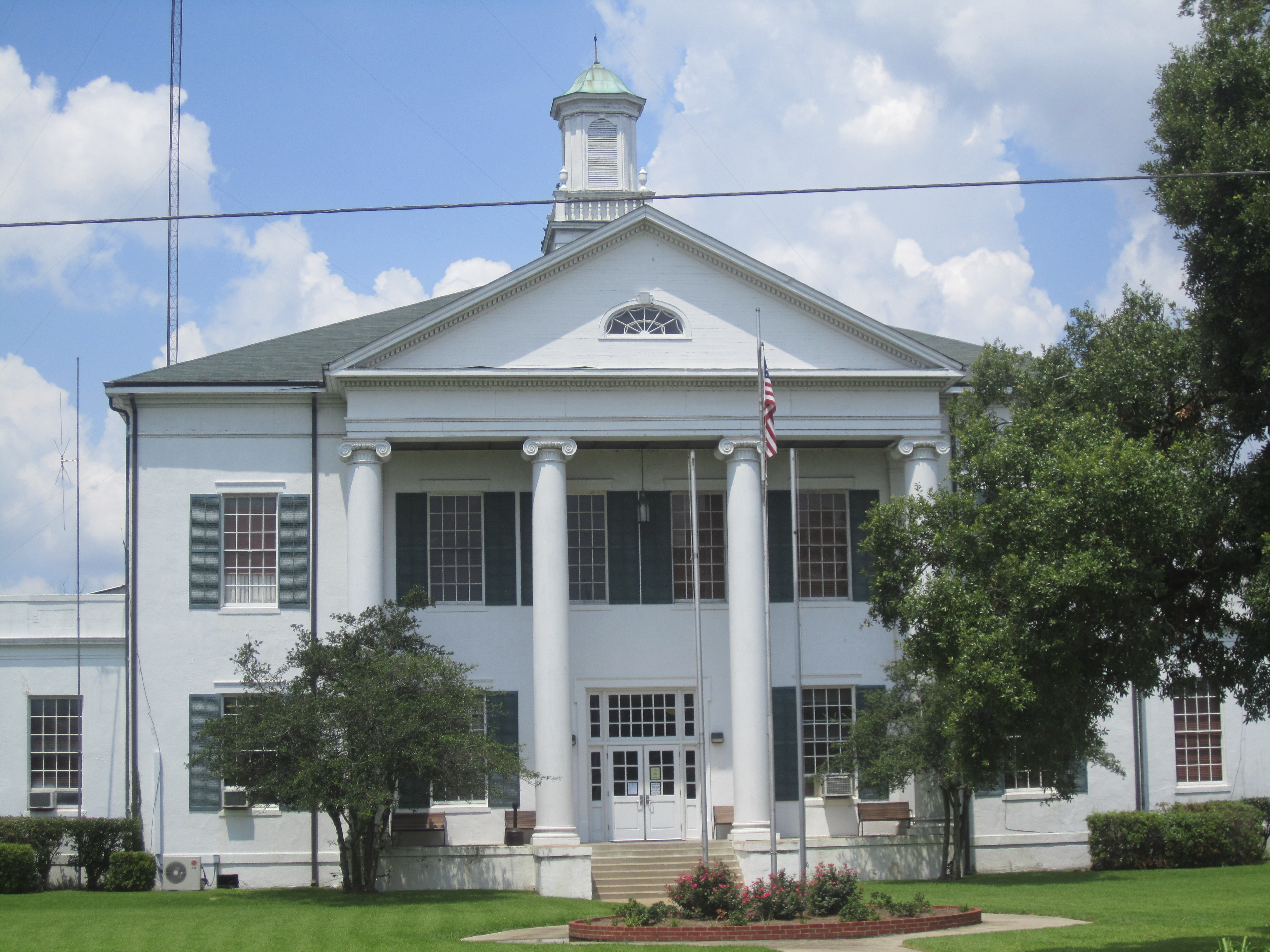
Madison Parish Courthouse